# Mark Hoppus
Mark Allan Hoppus (ur. 15 marca 1972 w Ridgecrest, Kalifornia) – amerykański muzyk, założyciel, frontman, basista i wokalista zespołu punk rockowego Blink-182.
Po rozpadzie zespołu Blink-182 w 2005 roku wraz z Travisem Barkerem założył zespół +44, który zakończył swą działalność tuż przed powrotem poprzedniego zespołu Marka.
Hoppus jest producentem muzycznym, współpracował m.in. z Idiot Pilot, New Found Glory, The Dirty Cluster, Koopa i Motion City Soundtrack. 16 września 2010 roku na kanale Fuse Hoppus rozpoczął emisję własnego programu A Different Spin with Mark Hoppus.

## Filmografia
- American Pie, czyli dowCipna sprawa (1999) jako członek kapeli garażowej razem z Travisem Barkerem i Tomem DeLonge
- Shake, Rattle and Roll: An American Lovestory (1999) jako Dean Torrence